# La Ruée
Pour le film de John Griffith Wray, voir La Ruée (film, 1920).
Pour plus de détails, voir Fiche technique et Distribution.
La Ruée (titre original : American Madness) est un film américain en noir et blanc réalisé par Frank Capra, sorti en 1932.
Tourné pendant la Grande Dépression des années 1930, c'est l'un des premiers films hollywoodiens à traiter ouvertement de la panique et des difficultés de cette époque.

## Synopsis
Au début des années 1930, alors que l'Amérique est en pleine dépression, Thomas Dickson, qui dirige consciencieusement sa banque depuis vint-cinq ans, accorde des prêts à des clients qu'il juge honnêtes et travailleurs sans pour autant qu'ils aient une garantie à lui offrir, conscient que le pays ne peut se sortir de sa misère que si l'argent travaille. Cela n'est pas du goût de certains de ses actionnaires qui souhaitent l'écarter. De même, ceux-ci n'avaient pas vu d'un très bon œil qu'il engage Matt, un ancien cambrioleur, parmi ses employés. Pourtant Matt fait son travail avec une réelle honnêteté et est en passe de se marier avec Helen, la ravissante secrétaire de son patron. Celui qu'il faudrait surveiller, c'est plutôt Cyril Cluett, le caissier principal. Celui-ci a en effet 50 000 $ de dettes au jeu qu'il doit à Dude Finlay, un caïd local. Dude décide qu'il se remboursera lui-même dans les coffres de la banque mais pour cela il faut que Cluett s'arrange pour que le coffre soit ouvert pour minuit et qu'il ait un alibi pour la soirée.
Cet alibi est tout trouvé, ce sera Mme Dickson. Celle-ci est en effet allée le rejoindre dans son bureau en attendant que son mari ait fini sa conférence. Il essaye de faire en sorte de passer la soirée avec elle en essayant de la séduire et ira même jusqu'à l'embrasser juste au moment où Matt entre dans la pièce. Celui-ci en est tout retourné, croyant que son protecteur est trompé par sa femme.
Le soir, Cluett s'arrange pour que l'horloge du coffret son réglée sur minuit. Il passera ensuite la soirée avec Mme Dickson. Elle avait prévu de célébrer son anniversaire de mariage avec ses amis, mais Thomas avait un dîner d'affaires à Philadelphie. Elle accepte même de monter boire un verre chez Cluett. Mais Matt les y attend. Il aurait voulu parler avec Cluett de la relation qu'il supposait qu'il avait avec Mme Dickson. Les voir ensemble confirme ses soupçons. Il se dispute avec Cluett qui le frappe puis qui, pointant un révolver sur lui, le somme de partir. Mme Dickson outrée par le comportement de Cluett l'accompagne. Au même moment, Dude Finlay et sa bande volent les 50 000 $ et abattent le gardien qui les avait surpris. 
Le lendemain, les policiers interrogent Matt qu'ils croient être le coupable. D'une part, au vu de ses antécédents, de l'autre car c'est lui qui s'occupe de l'ouverture et de la fermeture du coffre. Voulant couvrir Mme Dickson, il ne peut donner un alibi fiable. Entretemps, la rumeur du vol s'est enflée, les 50 000 $ sont devenus des millions détournés soi-disant par Dickinson. Les gens se ruent pour retirer leur argent, croyant la banque ruinée. Conscient que les en empêcher serait plus néfaste pour la banque qu'autre chose, Dickson oblige les caissiers à leur obéir. Cependant, il sait qu'il n'a pas assez d'argent pour satisfaire tout le monde et essaye d'obtenir du liquide auprès de ses actionnaires qui refusent, trop heureux d'avoir une occasion de se débarrasser de lui, et des autres banques qui refusent également. 
Pendant ce temps, la police a découvert que Cluett a eu des rapports récemment avec Dude Finley. En bluffant, ils arrivent à lui faire avouer tout. Mais lorsque Dickson apprend qu'il se trouvait avec sa femme, il perd toute résolution et est au bord du suicide. Matt et Helen décident alors de l'aider en suppliant les dirigeants de petites entreprises à qui Dickson a accordé des prêts sur l'honneur de venir déposer tout leur liquide à la banque. Ceux-ci arrivent et la foule commence à se calmer. Ce retournement de situation soudain, de même que les explications de sa femme redynamisent Dickson qui une nouvelle fois demande à ses actionnaires de l'aider. Ceux-ci acceptent finalement, et la vue des fourgons remplis d'argent calme définitivement la foule. 
Le lendemain tout est redevenu normal. Dickinson donne une journée de congé à Matt et Helen, les forçant ainsi à se marier, tandis que lui prend des vacances en compagnie de sa femme.

## Fiche technique
- Titre : La Ruée
- Titre original : American Madness
- Réalisation : Frank Capra, Allan Dwan (non crédité) et Roy William Neill (non crédité)
- Scénario : Robert Riskin
- Adaptation et dialogues : Robert Riskin
- Photographie : Joseph Walker, assisté notamment d'André Barlatier (cadreur, non crédité)
- Montage : Maurice Wright
- Musique : Mischa Bakaleinikoff et Karl Hajos (non crédités)
- Lieu de tournage : à Los Angeles et aux Warner Brothers Burbank Studios, du 2 au 27 avril 1932
- Producteur : Harry Cohn
- Société de production : Columbia Pictures
- Sociétés de distribution : Columbia Pictures (États-Unis) United Artists (Royaume-Uni)
- Pays de production :  États-Unis
- Langue : anglais américain
- Format : noir et blanc — 35 mm — 1,37:1 — son : mono (Western Electric System)
- Genre : drame
- Durée : 75 minutes
- Dates de sortie : 
  - États-Unis : 4 août 1932 (New York, État de New York) (première) / 15 août 1932 (sortie nationale)
  - Royaume-Uni : 14 septembre 1932 (Londres) (première) / 23 mars 1933 (sortie nationale)
  - France : 18 mars 1933

## Distribution
- Walter Huston : Thomas Dickson
- Pat O'Brien : Matt Brown
- Kay Johnson : Mme Phyllis Dickson
- Constance Cummings : Helen
- Gavin Gordon : Cyril Cluett
- Arthur Hoyt : Ives
- Robert Emmett O'Connor : l'inspecteur de police
- Robert Ellis : Dude Finlay

Et, parmi les acteurs non crédités :
- Berton Churchill : O'Brien
- Sarah Edwards : commère au téléphone
- Harry Holman : le solliciteur de prêt
- Ralph Lewis : le juge
- Tempe Pigott : Mme Halligan
- Edward Martindel : Ames
- Walter Walker : Schultz